# Diversité linguistique
 (janvier 2021).
La diversité linguistique est la réalité de l'existence de langues diverses et multiples dans le monde depuis les origines de l'humanité. Une « langue vivante » est définie par SIL Ethnologue comme "une langue avec, au moins, une locuteur natif". Un chiffre exact des langues vivantes au monde varie entre 6 000 et 7 000, selon la définition utilisée pour « une langue ». La distinction entre une langue et une variété (ou un dialecte) est liée à cette question en particulier.

## Diversité dans les États
La diversité linguistique est une des caractéristiques des sociétés modernes, qui sont toutes multilingues, toutes façonnées par cette diversité, même si la politique linguistique officielle refuse de prendre en compte cette diversité.
Cette diversité a deux causes principales :
- les États-nations ont été créés par le regroupement (conquêtes, annexions) de territoires contenant des groupes linguistiques différents ;
- ces mêmes États-nations reçoivent une immigration, et toute immigration diversifie le terrain linguistique de la société qui l’accueille.

## Diversité dans l'Internet
Selon Statista, qui se base sur les données publiées par le site Ethnologue, en 2023 l'Internet reflète toujours très mal la diversité des langues parlées : l'anglais reste globalement la langue largement la plus parlée et lue dans le monde, avec environ 1,46 milliard d'anglophones natifs et de seconde langue ; devant la langue chinoise dominante (le mandarin, avec 1,14 milliard de personnes). Mais si l'on ne tient compte que du nombre de locuteurs utilisant leur langue maternelle, le chinois mandarin arrive en première position avec 940 millions d'internautes (contre 485 millions d'hispanophones et 380 millions d'anglophones utilisant leur langue maternelle).
Selon W3Techs, sur Internet, c'est l'anglais qui domine très largement le Web, avec plus de 50 % des sites rédigés en anglais, loin devant le français (parlé par environ 310 millions de locuteurs (= 5e rang mondial), mais utilisé par 4,3 % des sites (= 6e rang) ; devant le chinois (1,3 % des sites web = 13e rang mondial). La langue arabe, parlée par 274 millions de locuteurs (= 6e rang mondial) n'est utilisée que par 0,6 % des sites web (= 19e place).
Quant à la langue française, elle compte environ 310 millions de locuteurs totaux (5e rang mondial) et est représentée sur 4,3 % des sites web (6e rang).
Cependant, selon OBDILCI, qui s'appuie sur des études publiées dans des revues à comité de lecture,, les pourcentages de pages Web par langue, en mai 2023, seraient, pour les premières places : anglais (20%), chinois (19%), espagnol (7,8%), arabe (3,9%), hindi (3,8%), russe (3,8%), français (3,5%), portugais (3,2%) et le multilinguisme serait de plus en plus la caractéristique première de l'Internet; cette source offrant un panorama de l'évolution de la cyber-géographie des familles de langues en soutien à cette affirmation.

## Problèmes posés par la diversité linguistique
Dans la Bible, selon le récit de la tour de Babel, la diversité linguistique serait une malédiction divine qui aurait ainsi empêché l'Homme de coopérer pour construire une tour qui lui aurait permis d'atteindre les cieux.
Le multilinguisme peut entraîner des situations de diglossie, c'est-à-dire la maîtrise d'une langue comme moyen de ségrégation sociale. Un universitaire comme Louis-Jean Calvet évoque par exemple le risque de fracture linguistique, lorsque la pratique du « français des cités » devient excluante. Cette vision est réfutée par Jean-Pierre Goudaillier pour qui ce problème ne touche qu'une minorité de jeunes en situation d'échec scolaire.

## Solidité de la diversité
La diversité linguistique est caractérisée partout par une certaine solidité : ainsi la France, ou plus exactement le territoire couvert par l’État français aujourd’hui, est multilingue depuis bien avant la création de l’État, et même s’il y a, et aura, bien sûr des évolutions locales (disparition de certains parlers), cet état de fait ne peut pas se modifier avant longtemps. 
À l’échelon planétaire, il semble qu’il en soit de même : si la différence linguistique change d’aspect, elle est une donnée historique fondamentale et, malgré la disparition des langues les plus faibles, la diversité n’est pas (ou pas encore) en voie de disparition.

## Uniformisation linguistique et risques liés
Cependant, une majorité de langues sont appelées à disparaître dans les proches années, un grand nombre sont en train de disparaître ou ont déjà disparu, et la diversité  est donc menacée (comme c'est le cas pour la biodiversité).

### Facteurs liés à la disparition des langues
Ces disparitions  seront le résultat de deux pratiques :
- de la politique linguistique des États qui n'accordent pas les protections légales ou constitutionnelles, comme dans le cas de la France ;
- des changements dans les modes de vie des populations de locuteurs sous l'effet des derniers développements du capitalisme et de l'universalisation de la société de consommation :
  - sédentarisation de populations nomades en Afrique ;
  - prédominance de la langue scolaire en Afrique ;
  - destructions des milieux naturels (forêts équatoriales en Amérique du Sud, en Afrique) ;
  - disparition des paysans dans les pays occitans, en Bretagne, comme dans certaines minorités de Chine ;
  - émigration massive de populations minoritaires (indiens du Mexique vers la Californie).

### Autre facteur envisageable
On peut également prévoir que le réchauffement climatique et la montée du niveau de la mer provoqueront, avec les migrations de populations, la fin de certaines cultures.

### Effets de la perte de diversité linguistique sur la biodiversité
Plusieurs études suggèrent que la disparition des langues présente des risques importants pour la conservation de la biodiversité. En effet, Les communautés locales et indigènes ont élaboré des systèmes de classification complexes pour le monde naturel, qui reflètent une profonde compréhension de leur environnement local. Cette connaissance est intégrée dans les noms indigènes, traditions orales et taxinomies, et peut disparaître lorsqu'une communauté commence à parler une autre langue. Les experts en ethnobotanique et en ethnobiologie reconnaissent que les noms indigènes, les taxinomies issues du folklore et des traditions orales sont essentiels pour la récupération d'espèces en danger et les activités de restauration écologique. À titre d'exemple, une étude réalisée au sein de la tribu Amuesha dans la branche supérieure de l'Amazone au Pérou, dont la langue est en danger, a conclu que la diminution du nombre de locuteurs et de sages détenteurs des savoirs traditionnels parmi les Amuesha se répercute défavorablement sur la diversité des espèces agricoles cultivées.

## Politique linguistique
Rares sont les politiques linguistiques tenant compte de cette diversité. Les États cherchent souvent à réduire la diversité, ou à l'anéantir, en refusant aux langues autres que celle de l'État, la protection des lois ou de la constitution.
En France, la prise de conscience de la menace pesant sur les langues régionales, du fait de l'exode rural, a conduit au développement, dans les années 1970, de mouvements régionalistes attachés à leur défense. L'État a accordé l'autorisation de l'enseignement des « langues et cultures régionales » dans les écoles (loi n° 75-620 du 11 juillet 1975 relative à l'éducation, loi n° 84-52 du 26 janvier 1984 sur l'enseignement supérieur, loi d'orientation n°89-486 du 10 juillet 1989 sur l'éducation, etc.), puis de l'enseignement bilingue et en langues régionales. Cet enseignement des langues régionales, qui ne concerne qu'une partie des établissements scolaires, a connu un développement certain. Un conseil académique des langues régionales a été créé en 2001, mais il se réunit à la demande du rectorat, parfois donc moins d'une fois par an[réf. nécessaire].
Quelques exemples de politiques linguistiques dans les pays voisins, dans des espaces le plus souvent autonomes :
- au Pays de Galles, le gallois est langue coofficielle ;
- de même la langue catalane dans la généralité de Catalogne, les îles Baléares et la Communauté valencienne ; l'aranais (variété de gascon des Pyrénées) langue officielle en Val d'Aran depuis 1990 et dans l'ensemble de la Catalogne depuis 2006 ; la langue basque dans la communauté autonome basque et le tiers nord de la communauté forale de Navarre ;
- de même le néerlandais dans la communauté flamande et l'allemand dans la communauté germanophone en Belgique ;
- de même le français au Val d'Aoste (en Italie), en Suisse romande, en Belgique, au Luxembourg ;
- toutefois, le francoprovençal n'est pas plus officiel en Suisse qu'en France ;
- de même le picard n'est pas plus officiel en Belgique qu'en France.

Vingt ans après la Déclaration universelle des droits linguistiques (Barcelona, 6 juin 1996) le Protocole de Donostia (San Sebastian, 14 décembre 2016) pose sur une base plus firme la question de la biodiversité linguistique.Des instances et forums internationaux pourront s’appuyer sur ce cadre pour réglementer leur engagement en faveur de la diversité des langues.

## Actions pour la protection de la diversité linguistique en France
Un certain nombre d'actions sont entreprises pour protéger la diversité linguistique dans les régions où l'on pratique des langues dites minoritaires, d'autant que certaines langues (le basque et catalan) bénéficient d'un soutien considérable grâce au statut qu'elles ont hors de l'État français.

### Enseignement
- Un enseignement bilingue en immersion dans les écoles bretonnes de Diwan ou basques de Seaska, ou même dans les classes bilingues de l'Éducation nationale, quand l'administration ne s'y oppose pas  (exemples donnés dans les articles  les articles Classes bilingues (franco-bretonnes) de Bretagne et enseignement du breton).

- Formations universitaires scientifiques en basque ou catalan, mais hors de l'État français.
- L'enseignement du breton à l'université, qui existe à  Brest et Rennes, a été supprimé à Nantes il y a quelques années.

### Dans les médias
- Le fonctionnement de radios en langues bretonne, basque, ou occitane, malgré le refus des autorités de permettre leur développement, comme récemment en Bretagne[réf. nécessaire].
- Le nombre d'heures annuelles de breton (1 h 30 par semaine en période "normale" depuis plus de 10 ans, 0 en période touristique) a été réduit l'an dernier à la télévision, en raison de la coupe du monde de football[réf. nécessaire]. Les émissions dominicales sont généralement supprimées en cas d'épreuves sportives importantes, comme lors des championnats mondiaux de natation en 2007.
- Le développement des langues sur le net, où l'opposition étatique est nulle, comme en témoigne la création des wikipédia en breton, basque, occitan, catalan. Des tentatives de développement de télévision sur le net ont vu le jour, avec les web-noz.
- La presse quotidienne existe en basque et catalan (Avui, El Punt, Gara), il n'y a, en breton et occitan, qu'hebdomadaires et mensuels : Ya, Bremañ, La Setmana.

### Aspect juridique
La France refuse la reconnaissance constitutionnelle et légale aux langues autochtones réclamée en vain depuis des lustres. 
Dès 1981, François Mitterrand, président de la République de 1981 à 1995, annonçait, deux mois avant son élection, à Lorient: 
Le temps est venu d’un statut des langues et cultures de France qui leur reconnaisse une existence réelle. Le temps est venu de leur ouvrir grandes les portes de l’école, de la radio et de la télévision permettant leur diffusion, de leur accorder toute la place qu’elles méritent dans la vie publique.
Aucun statut légal n'existe en 2007, sauf pour l'unique langue officielle.

#### Langues hors la loi et anticonstitutionnelles
Plusieurs projets de loi ont avorté dès 1981 (Le Pensec, Dollo, etc) de gauche comme de droite. 
Plusieurs tentatives de mentionner les langues autres que le français dans la Constitution, dont celle du député Marc Le Fur en décembre 2006,  ont toujours été rejetées, et aucune loi ne reconnait ou protège la pratique des langues comme c'est le cas dans les États  voisins.
La France s'oppose
- à l'application de la Charte européenne des langues régionales ou minoritaires contre laquelle s'élèvent les souverainistes et nationaux-républicains alors que la plupart des pays européens l'ont ratifiée, voir l'article en question.
- à la signature de l'article 27 du Pacte international relatif aux droits civils et politiques.
- à la signature de  l'article 30 de la Convention internationale des droits de l'enfant[14].

## Actions pour la protection de la diversité linguistique en Europe
Les élargissements successifs de l'Union européenne ont conduit à une grande diversité de langues dans l'Union européenne. En 2009, il y avait 23 langues officielles dans l'Union, ce qui accroît les difficultés de communication dans les institutions européennes. Le budget consacré à la traduction des documents reste cependant en dessous de 1 % du budget global de l'Union européenne. En pratique, la langue anglaise tend à devenir la principale langue de travail des institutions européennes, et en particulier de la Commission européenne, devant le français, et loin devant l'allemand.
Dans le cadre de l'élargissement de 2004, l'Assemblée nationale française a adopté une résolution sur la diversité linguistique dans l'Union européenne. Elle vise notamment à éviter les publications d'appels d'offres et d'annonces de recrutement dans la seule langue anglaise (article 8) et rappelle que la promotion de la langue française suppose en premier lieu que les fonctionnaires français à l'étranger utilisent exclusivement leur propre langue, comme l'exige la circulaire du Premier ministre du 14 février 2003 relative à l'emploi de la langue française (article 11).

## Actions pour la protection de la diversité linguistique dans le monde
Une Journée internationale de la langue maternelle a été créée par l'UNESCO pour promouvoir la diversité linguistique du monde.
Dominique Wolton, chercheur en communication au CNRS, souligne l'importance de la prise en compte de la diversité linguistique, dans le contexte de la mondialisation. Les langues sont en effet à considérer comme des éléments essentiels pour l'identité des peuples. La disparition de langues minoritaires, au profit de langues dominantes, comme l'anglais, pose donc un problème identitaire grave. Pire, il pourrait menacer la paix mondiale.
La Fondation Chirac a lancé en 2008 le programme Sorosoro pour la préservation de la diversité linguistique et la revitalisation des langues en danger. 3000 langues seraient aujourd'hui concernées. Le programme documente ces langues, par un réseau de fiches linguistiques et par de nombreuses vidéos disponibles en ligne. Faute de financements suffisants, Sorosoro a dû fermer en 2012.
Plusieurs ONG se sont consacrées à la protection de la diversité linguistique mondiale, comme Linguapax, Terralingua, la chaire UNESCO pour les politiques pour le multilinguisme, OBDILCI ou encore le réseau Maaya. Au niveau européen, les principales ONG (2015) sont le NPLD (Network to Promote Linguistic Diversity), ELEN (European Language Equality Network, anciennement EBLUL). Ces dernières visent spécifiquement à défendre les langues régionales et minoritaires de l'Union Européenne.
De nombreuses organisations et ONG défendent les langues en danger et mènent des projets de revitalisation linguistique. C'est le cas notamment du SIL International (Summer Institute for Linguistics), qui catalogue la plupart des langues du monde dans sa base de données Ethnologue ; la Foundation for Endangered Languages (Nicholas Ostler), ou encore le Projet Langues en danger, lancé initialement par Google puis repris conjointement par l'Université de Hawaï, l'Eastern Michigan University et le Conseil Culturel des Premières Nations du Canada. Son but est de cartographier et de documenter l'ensemble des langues en danger du monde.